# Libušino údolí (Třebíč)

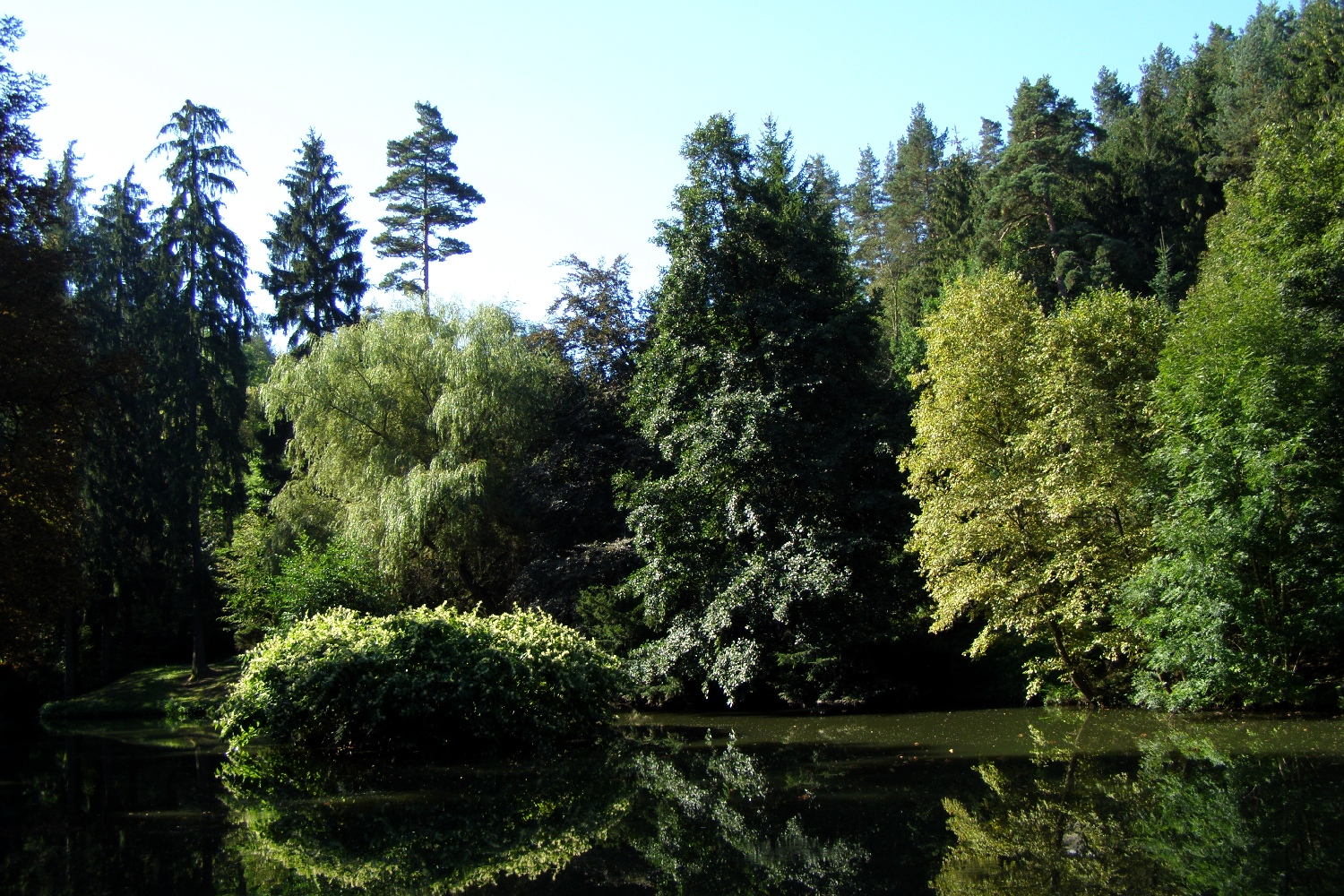
Lesopark Libušino údolí

Libušino údolí je ulice a lesní park v Třebíči, jímž procházejí vzájemné hranice částí města Boroviny a Domků. V podstatě jde o část údolí Stařečského potoka. Překlenuje je železniční most trati Brno–Jihlava.
Lesopark Libušino údolí zaujímá plochu asi 20 ha. Parkově je upravena takřka výhradě jeho domecká část (asi 13 ha). Jeho historie sahá do poloviny 19. století. V ulici Libušině údolí je evidována jediná adresa, a to neobývaného Hluchého mlýna.
V roce 2022 byla vydána kniha o Libušině údolí, její název je Libušák a její autorkou je Jaroslava Herzánová.

## Lesopark Libušino údolí
Pro Třebíč je Libušino údolí významné především z těchto důvodů:
- pro dlouhou tradici svého soustavného budování,
- pro svou plochu,
- pro dobrý přístup jak z Boroviny, tak z Domků a Horky, resp. Vnitřního Města,
- pro příznivou přítomnost Stařečského potoka
- pro svou vybudovanou infrastrukturu (lavičky, veřejné osvětlení, stezky).[3]

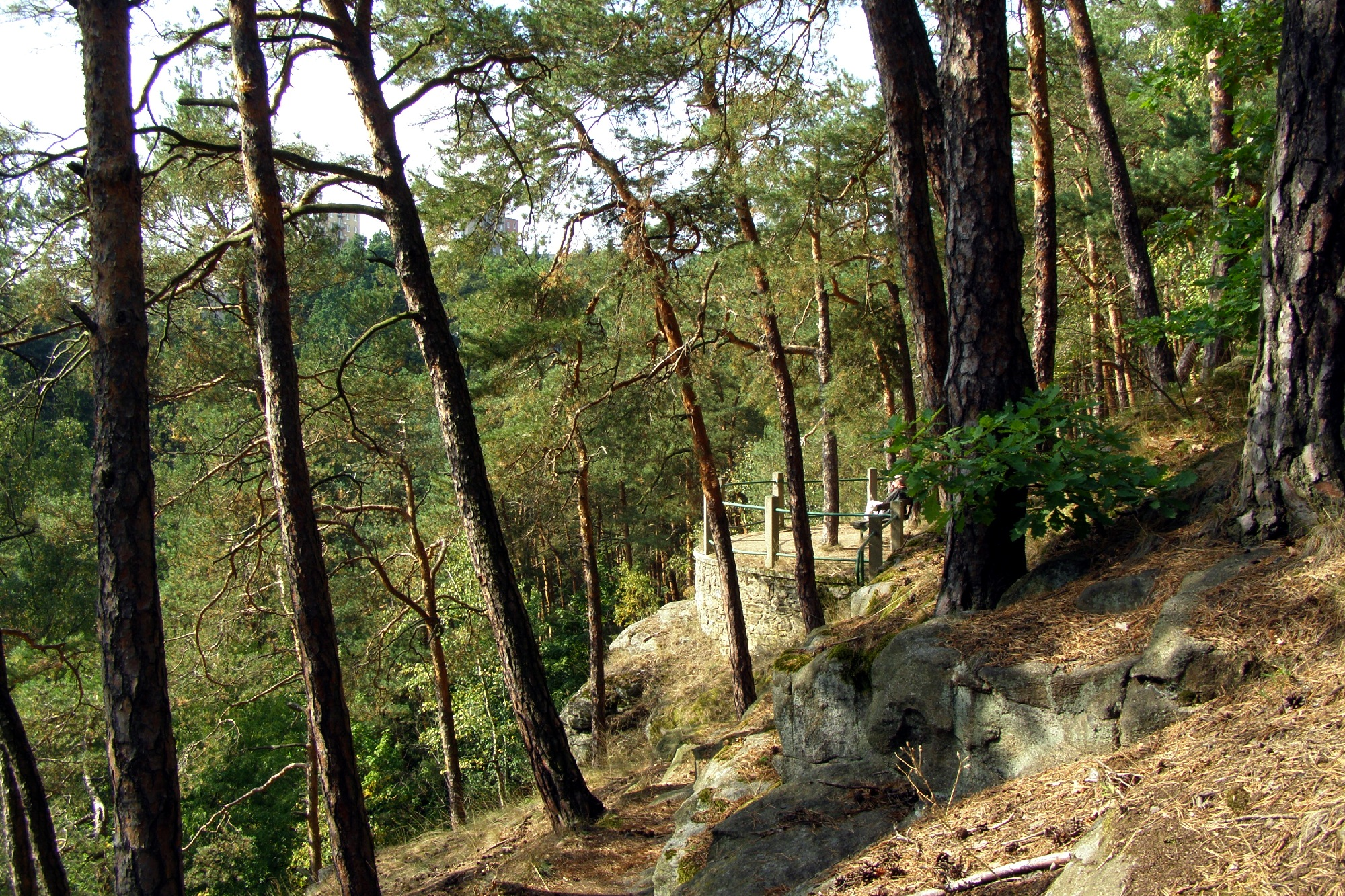
Kamenná vyhlídka nad Janovým mlýnem

Stráně pod Kostelíčkem byly osázeny borovicemi kolem roku 1835. V následujících desetiletích byly položeny základy parku budováním sítě stezek a cest. Třebíčský okrašlovací spolek na tuto práci navázal, když počátkem 20. století upravoval cesty nad Janovým mlýnem (letopočet 1907 na kamenné lavičce nedaleko srubu). Kamenná vyhlídka tamtéž byla vybudována roku 1935.
V době kolem začátku 20. století trpěl Stařečský potok a jeho prostřednictvím i obyvatelé bydlící při něm, zejména na Horce a Stařečce značným znečištěním. Toto znečištění měla za vinu borovinská továrna, když při vyluhování začala užívat chemikálie a výkaly z luháren odcházely do potoka. Zamořené vody zahnívaly v mlýnských strouhách. Dotčení obyvatelé si městu stěžovali. O řešení město s továrnou Budišovského jednalo několik let. Roku 1916 prodalo továrně pozemky, aby posílila filtrace, a samo vykoupilo mlýn č. 79 na Horce, zrušilo jeho provoz, zasypalo jeho náhony. Odpadní vody z Budišovského továrny měly být svedeny do kanalizačního sběrače.
Těžké časy stihly mladý lesopark v Libušině údolí za silného sucha v roce 1921. Veškeré stromy uschly, lépe se dařilo jen borovicím.
Dnešní podoby se lesoparku dostalo v 50. letech 20. století. Tehdy bylo podle návrhu architekta Josefa Kumpána zbudováno Máchovo jezírko. Pravděpodobně v té době byly též vysazeny některé cizokrajné dřeviny.
V 70. letech 20. století byl zbudován srub u Janova mlýna a v Borovině pod Bartuškovou ulicí dětské hřiště. Odstraněny byly též zbytky střelnice. V 80. letech 20. století park zasáhlo budování kanalizačního sběrače z budovaného sídliště Za Rybníkem táhnoucí se podle potoka po pravé straně; podobně bylo stiženo i postranní Terovské údolí od Janova mlýna, Další velkou akcí byla výměna železničního mostu. Avšak nejničivějším zásahem do Libušina údolí byla rekonstrukce silnice č. II/410. Při ní došlo k odtěžení části skály u Janova mlýna, zvednutí tělesa silnice a vybudování betonových opěrných zdí. Tím bylo údolí rozděleno, dosavadní stezky místy přerušeny.
Od 90. let 20. století vyvolávala veřejnou diskusi varianta přeložky silnice č. I/23 od Červené Hospody přes Koželužskou ulici k poliklinice na Vltavínské ulici a k silnici č. II/360. Tato plánovaná přeložka má zasáhnout Terovské údolí a jižní část Libušina údolí.
V roce 2017 došlo ke stavbě podchodu pod silnicí I/23 resp. pod Sucheniovou ulicí směrem z křižovatky ulic Vítězslava Nezvala a Hadlíz do Libušina údolí. Slouží cyklistům jedoucím po stezce Jihlava–Třebíč–Raabs a chodcům. V roce 2019 po vykácení velké části dřevin byla uspořádána brigáda k vysázení nových stromů. V únoru roku 2020 bylo oznámeno, že ze stromů vysázených v roce 2019 se ujalo asi 70–80 % stromů. V roce 2021 bylo oznámeno, že v rámci participativního rozpočtu bude rozšířeno dětské hřiště, v říjnu roku 2022 pak byla na počátku Libušina údolí vybudována velká skluzavka s lezeckými prvky. V roce 2023 byl na kraji lesoparku směrem k městu instalován hadník.
Podchod byl v roce 2024 vymalován, autorem výmalby je Zdeněk Kučera (Kučis), návrhy maleb pochází od žáků a studentů třebíčských škol.

## Střelnice
Objekt Střelnice v severní části Libušina údolí byl zbudován zednickým mistrem Janem Česnekem v roce 1852. Svůj název má od toho, že sloužil sportovní střelecké společnosti: střílelo se proti svahu směrem k Hluchému mlýnu.
Ve 20. století sloužil zejména k taneční zábavě, především dělnické mládeže. Během druhé světové války v budově bydleli němečtí vojáci střežící borovinský most. Roku 1953 převzaly správu Střelnice Restaurace a jídelny, o tři roky později Západomoravské strojírny pro závodní klub ROH, poté jednotný klub pracujících. V únoru 1969 Střelnice vyhořela a už nebyla obnovena. V 70. letech 20. století byla celkově odstraněna. Jedinou upomínkou na ni zůstává taneční parket.
V roce 2022 byl parket rekonstruován a slouží opět jako venkovní taneční plocha pro taneční lekce.

## Hluchý mlýn

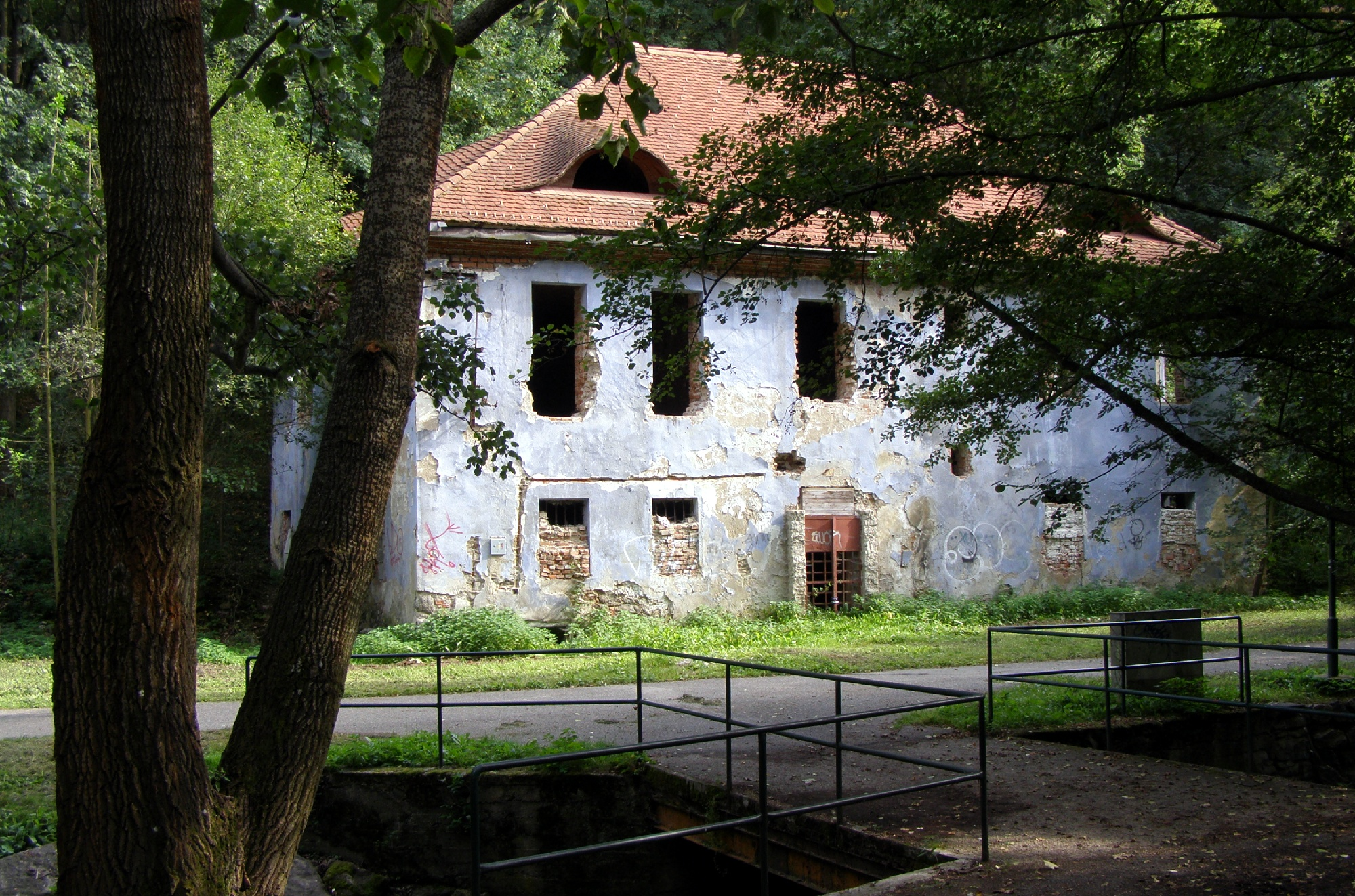
Hluchý mlýn očekávající rekonstrukci

Historie Hluchého mlýna snad sahá až do 16. století. Mlýn byl pojmenován po někdejším mlynáři Matěji Hluchém. První zmínky o mlýně pochází z doby prvního vojenského mapování, které proběhlo mezi lety 1764 a 1768, později pak již byl mlýn označován jako Hlucher Mühle nebo Hluchy M. Později mlýn zanikl z důvodu rozmachu kožedělné výroby v Borovině, voda u mlýna přestala být kvalitní a byla znečištěna chemikáliemi z borovinské továrny. Od roku 1916 mlýn sloužil jako činžovní dům a následně dům pro sociálně slabé.
Začátkem 90. letech 20. století se započalo s realizací záměru přeměny Hluchého mlýna na hotel a letní restauraci. Byly zbourány vedlejší hospodářské objekty a zahájeny bourací práce uvnitř mlýna.
Budovu mlýna se snažila přeměnit v podnikatelský objekt od roku 1992 podnikatelka Jana Odstrčilová z Litomyšle, v roce 1995 objekt koupila od města Třebíče. V budově byla plánována restaurace se zázemím pro sportovce, turistické centrum, jež mělo být postaveno v roce 2009, to však bylo zamítnuto třebíčskými zastupiteli. Roku 2005 hodlali majitelé mlýna vybudovat v něm hospic. Ten měl být součástí víceúčelového komplexu pro zdravé i potřebné seniory s kapacitou až 120 míst. V říjnu 2016 bylo oznámeno, že Hluchý mlýn je nebezpečný svému okolí, zamřížované vstupy jsou prolamovány. V témže roce byla budova zakoupena společností IFRE, která jej brala jako investici a původně neprozradila, jaké jsou další plány s budovou, jen to, že ji chce zabezpečit. Prokurista společnosti uvedl, že budovu mlýna se společnost IFRE chystá zbourat. Další využití zatím není zřejmé.
Společnost IFRE v roce 2018 oznámila, že získala povolení k demolici mlýna. Společnost prohlásila, že v budově mlýna chtěla vybudovat kavárnu, ale investice by byla téměř nenávratná.
V roce 2022 však Hluchý mlýn zakoupila společnost Alfa In, která by z budovy mlýna chtěla udělat penzion a kavárnu. Kavárna by fungovala přes den, penzion by byl bez obsluhy s přístupem na kódy. Celkem by se mělo v penzionu ubytovat až 20 lidí. Rekonstrukce budovy začala v roce 2022, měla by být vybudována ještě stodola v sousedství. Ve stodole by mělo být zázemí pro matky s dětmi.

## Janův mlýn

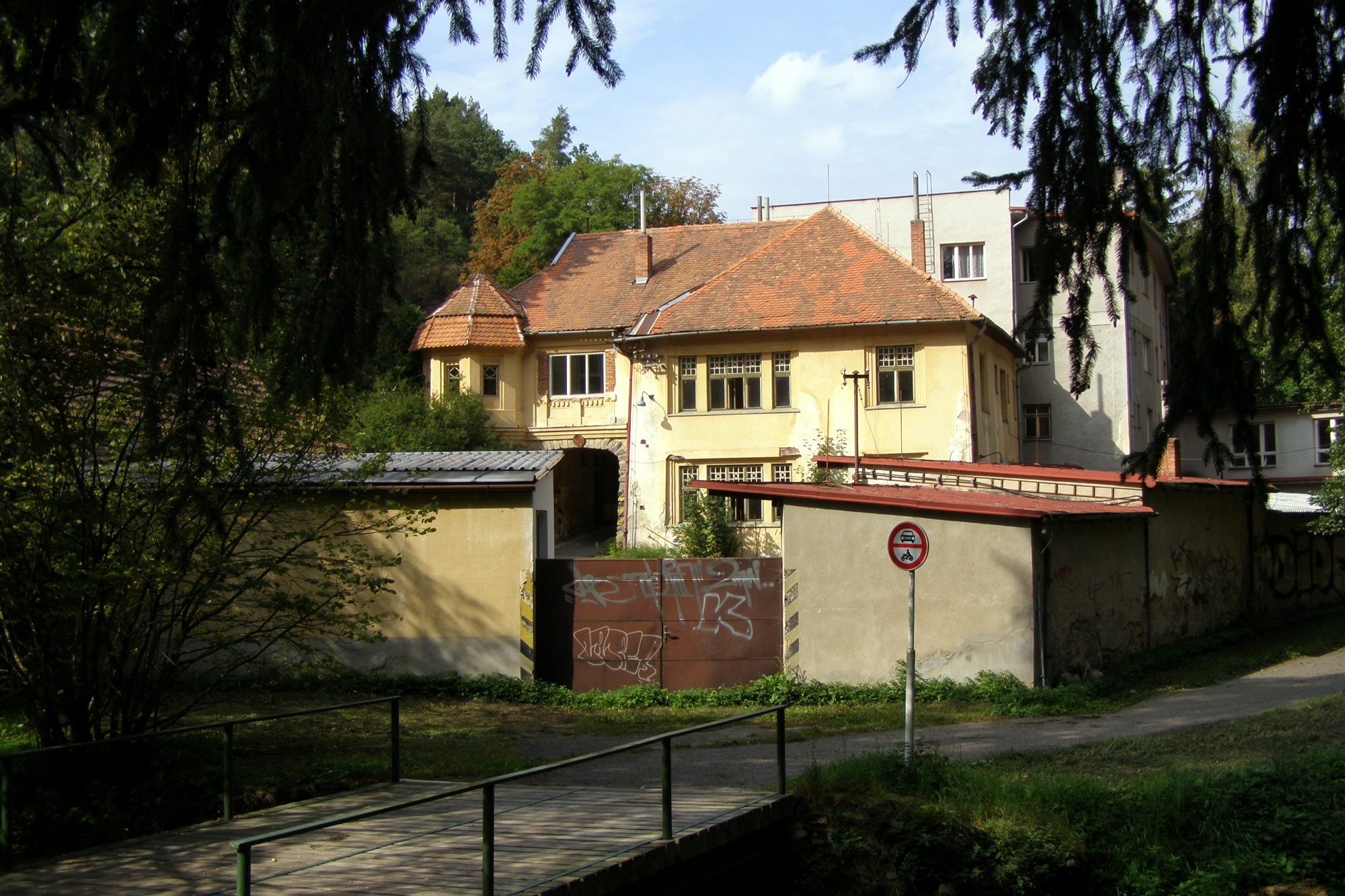
Janův mlýn

Janův mlýn stojí poblíž kapličky kolem sochy svatého Jana Nepomuckého s nápisem: „Swatimu Jánu oddal Janu mlejn Tomáš Stejskal 1812.“
Janův mlýn náležel Stejskalově rodině až do 20. let 20. století. Roku 1929 byl zrušen, po dvou letech jej koupila borovinská továrna a zřídila v něm svobodárnu. Pro potřeby mlýna jeho majitelé zbudovali náhonní rybníček. Ten přetrval do 50. let 20. století, kdy byl zasypán.

## Borovinský most

Panorama borovinského mostu složené z několika snímků

Borovinský železniční most byl vybudován v letech 1885–1886. Od roku 1989 je původně servisní lávka na boku mostu přístupná i veřejnosti.

## Nová silnice
Silnice č. II/410, označovaná jako nová, byla vybudována roku 1879. Zkrátila cestu ke Starči a tehdejšímu tamějšímu třebíčskému nádraží. Označení nová souvisí s tím, že starou silnicí se rozuměla cesta přes ulici Sucheniovu a Pražskou. Zásadní a vzhledem k lesoparku v Libušině údolí necitlivé rekonstrukce se silnice dočkala současně s budováním průtahu městem v 80. letech 20. století. V roce 2016 proběhla rekonstrukce opěrné zdi a silnice, měla původně skončit 30. října, nakonec však bude rekonstruována až do 12. prosince.

## Mapy
| Janův a Hluchý mlýn ve stabilním katastru, 1835 | Plánek Libušina údolí |
| 1835 | 2009                  |
| Legenda: 1. Někdejší Střelnice, 2. Hluchý mlýn, 3. Kaplička sv. Jana Nepomuckého, Janův mlýn, 4. Bývalý lom, vyhlídka, 5. Začátek údolí Terůvek, 6. Část areálu bývalé borovinské továrny, 7. Máchovo jezírko, 8. Kostelíček, 9. Borovinský železniční most, 10. Tyršovy sady |                       |
| Fotografie GeoCommons |                       |